# آن ماري سلينكو
آن ماري سلينكو (بالإنجليزية: Annemarie Selinko) (ولدت في 1 سبتمبر 1914 - 28 يوليو 1986) روائية نمساوية، وكانت الروائية التي استحوذت على أكثر الكتب مبيعًا في ألمانيا من عام 1930 إلى عام 1950. في عام 1939 ومع بداية الحرب العالمية الثانية قررت آن اللجوء إلى الدنمارك مع زوجها الدنماركي، وبعد عام 1943 اضطرت للجوء مرة أخرى، وهذه المرة إلى السويد.
تم تحويل العديد من رواياتها إلى أفلام، كما ترجمت جميع رواتياتها إلى العديد من اللغات. وكان آخر رواياتها وأعمالها ديزيريه في عام 1951 وكان يتمحور العمل عن ديزيريه كلاري ملكة السويد والنرويج، وهي الملكة المخطوبة من قبل نابليون بونابرت. ترجم العمل إلى 25 لغة في العالم، في عام 1954 تم تحويل الرواية إلى فيلم هوليوودي باسم ديزيريه من بطولة مارلون براندو وجين سيمونز.

## أعمالها
- Ich war ein häßliches Mädchen
- Morgen wird alles besser
- Heute heiratet mein Mann
- Désirée

## روابط خارجية
- آن ماري سلينكو على موقع IMDb (الإنجليزية)
- آن ماري سلينكو على موقع مونزينجر (الألمانية)
- آن ماري سلينكو على موقع ألو سيني (الفرنسية)
- آن ماري سلينكو على موقع أول موفي (الإنجليزية)
- آن ماري سلينكو على موقع قاعدة بيانات الأفلام السويدية (السويدية)
- آن ماري سلينكو على موقع ديسكوغز (الإنجليزية)
- آن ماري سلينكو على موقع كينوبويسك (الروسية)